# José Roberto Gama de Oliveira
José Roberto Gama de Oliveira, conegut com a Bebeto (nascut a Salvador, Brasil el 16 de febrer del 1964), és un exfutbolista brasiler.
Fou internacional amb la selecció brasilera amb la qual disputà els Mundials de 1990, 1994 i 1998.